# هارپر (کالیفرنیا)
هارپر (به انگلیسی: Harper) ، یک منطقهٔ مسکونی در ایالات متحده آمریکا است که در شهرستان مودوک، کالیفرنیا واقع شده‌است. هارپر ۱٬۲۸۶ متر بالاتر از سطح دریا واقع شده‌است.